# Salzmarsch

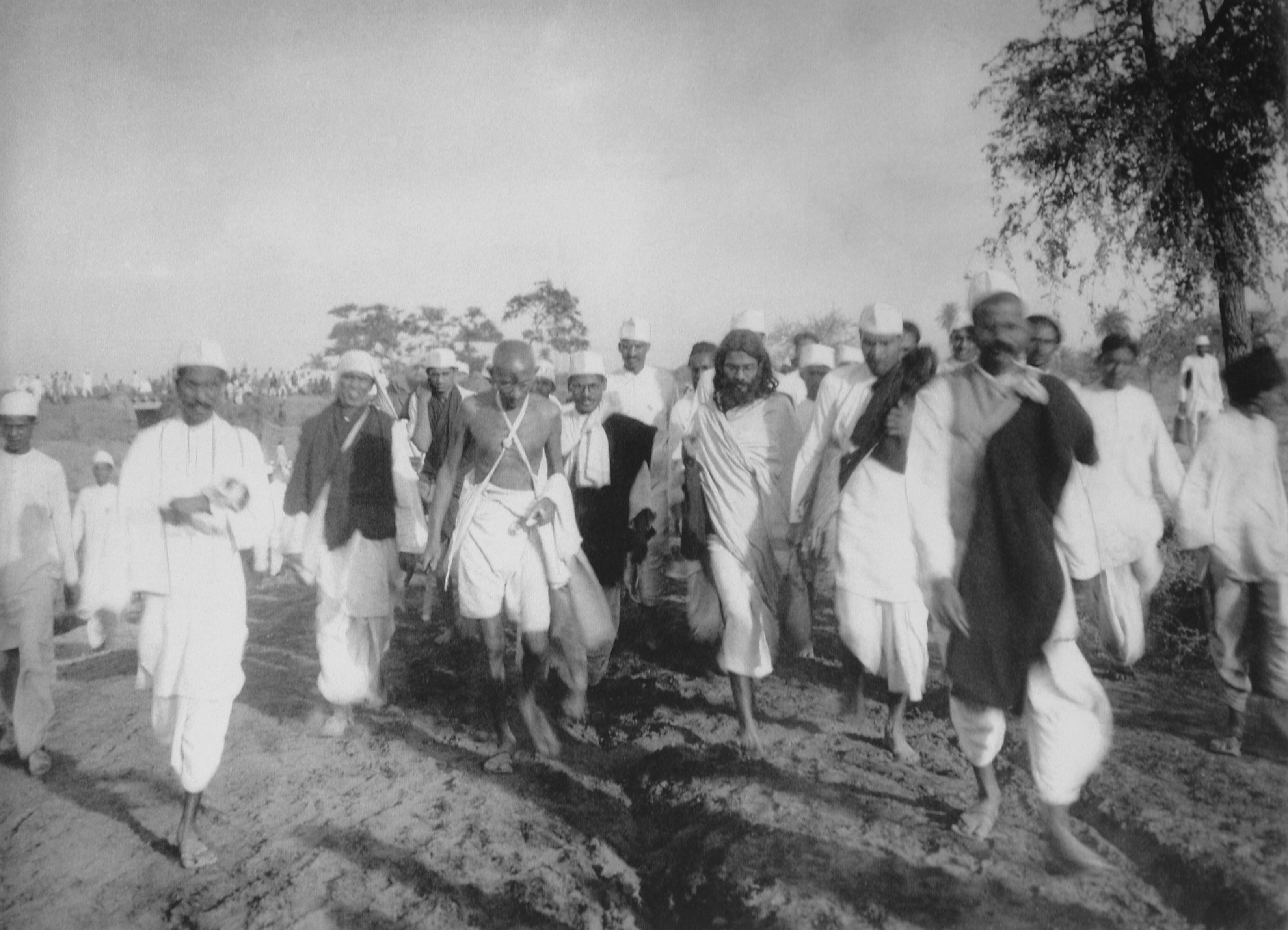
Gandhi (Bildmitte, mit gesenktem Haupt und nacktem Oberkörper) während des Salzmarsches

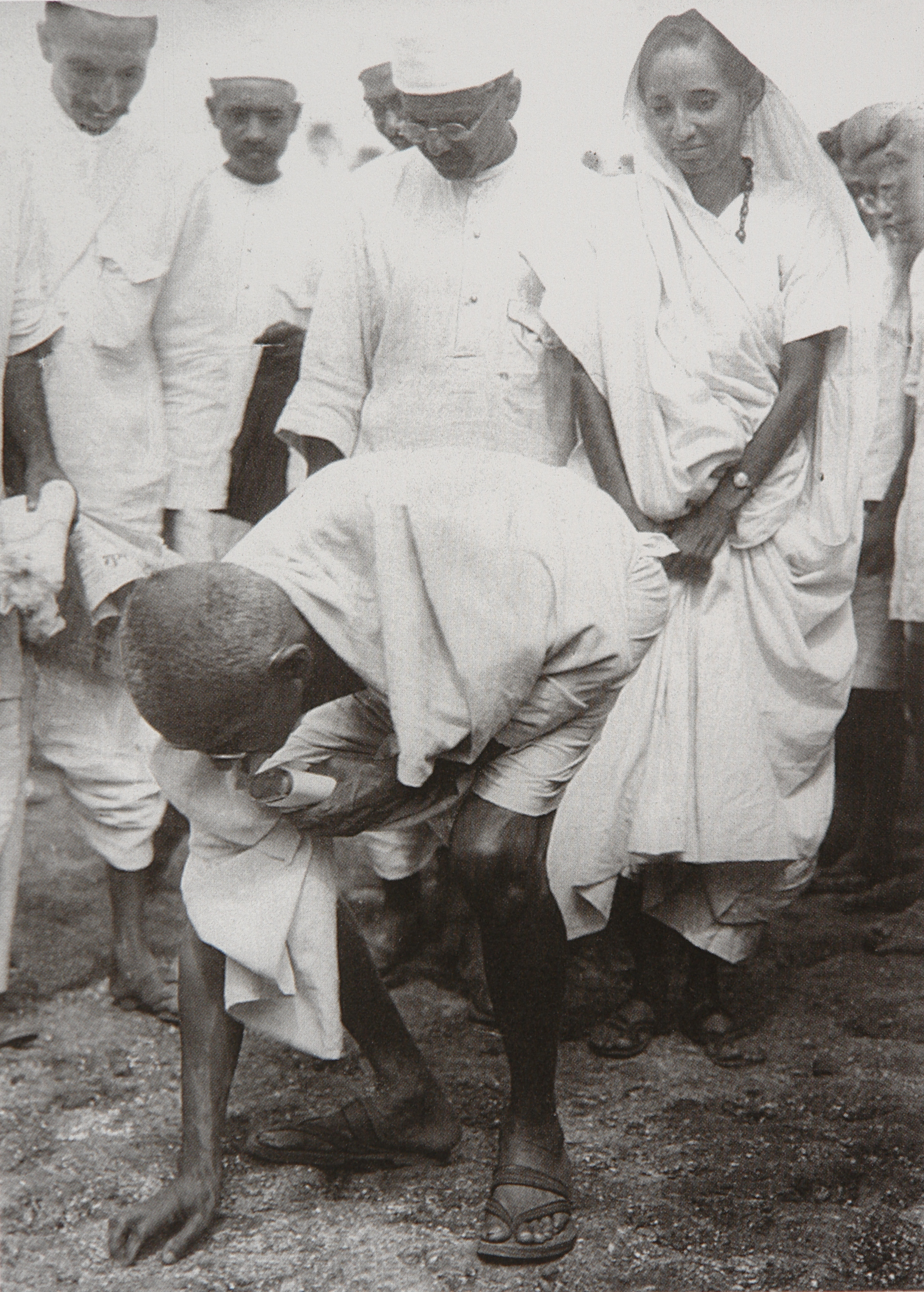
5. April 1930: Gandhi hebt am Strand Meersalz auf – obwohl solche Aktionen von den Engländern verboten worden waren. Die Frau hinter ihm ist Mithuben Petit.

Der Salzmarsch oder die Salz-Satyagraha von 1930 war eine Kampagne von Mahatma Gandhi, die das staatliche Salzmonopol in Britisch-Indien brechen sollte. Der Salzmarsch war die spektakulärste Kampagne, die Gandhi während seines Kampfes um die Unabhängigkeit Indiens von Großbritannien initiierte. Diese Aktion sollte den zivilen Ungehorsam beflügeln und ein Zeichen gegen die Abhängigkeit von zu hohen Steuern durch Großbritannien setzen.

## Geschichte
Salz war seit jeher ein bedeutendes Wirtschaftsgut Indiens und zudem für die Bevölkerung notwendig, um einerseits das Grundnahrungsmittel Reis zuzubereiten, andererseits im heißen Klima den täglichen Elektrolytverlust auszugleichen. Doch die hohe Salzsteuer bewirkte, dass die indische Bevölkerung immer weniger Salz kaufen konnte – obwohl das Salz aus dem eigenen Land kam. Jede Form der Salzgewinnung, des Salztransports und des Salzhandels war den vom Indian Civil Service konzessionierten Betrieben und Unternehmen vorbehalten.
Also zog Gandhi mit 78 seiner Anhänger ab dem 12. März 1930 von seinem Wohnort Sabarmati-Aschram bei Ahmedabad über 385 Kilometer nach Dandi am Arabischen Meer. Von Tag zu Tag schlossen sich mehr und mehr Mitmarschierende an. Nach 24 Tagen kam der Zug am 5. April in Dandi an. Am folgenden Morgen wateten Gandhi und seine Begleiter für die rituelle Reinigung einige Schritte ins Meer. Dann las Gandhi am Strand einige Körner Meersalz auf. Mit dieser Symbolhandlung hatte er das Salzmonopol unterlaufen.
Der Salzmarsch „wirkte auf die indischen Massen wie ein Fanal“. Gandhi forderte seine Landsleute auf, es ihm – und zwar unter Verzicht von Gewalt – gleichzutun. So geschah es in weiten Teilen Indiens: Nicht nur seine Anhänger begannen, ihr Salz selbst zu gewinnen, indem sie Salzwasser in einer Schüssel in die Sonne stellten und verdunsten ließen, sondern auch andere Inder beteiligten sich. Sie verwendeten das Salz teils für den Eigenbedarf, teils verkauften sie es – verbotenerweise – unversteuert weiter.
In der Folge wurden fast 50.000 Inder verhaftet, darunter fast alle Führer der Kongresspartei, was den Erfolg der Aktion außergewöhnlich beschleunigte.
Der Journalist Webb Miller, ein Augenzeuge, schilderte, was geschah, als 2.500 Freiwillige auf die Saline von Dharasana marschierten, nachdem Gandhi verhaftet worden war: „Eine ausgewählte Kolonne löste sich aus der Menge, durchwatete die Wassergräben und näherte sich den Stacheldrahtverhauen (...) Auf ein Kommandowort stürzten sich plötzlich eine große Meute einheimischer Polizisten auf die vorrückenden Marschierer und ein Hagel von Schlägen, ausgeteilt mit stahlbeschlagenen Lathis (Schlagstöcken) ging auf ihre Köpfe nieder. Nicht ein einziger Marschierer erhob auch nur einen Arm, um die Schläge abzuwehren. Wie umgestürzte Kegel fielen sie zu Boden. (...) Die bisher verschont Gebliebenen marschierten; ohne aus ihren Reihen auszubrechen, still und verbissen vorwärts, bis auch sie niedergemacht wurden.“
Es kam landesweit zu Demonstrationen gegen die Polizeigewalt und gegen die Verhaftungen sowie zu hartals (dem Schließen von Läden und von Büros als Zeichen der Trauer und des Protestes), mancherorts sogar zu Unruhen, die weitere Verhaftungen nach sich zogen.

## Vorkämpferinnen und Abseitsstehende
Für die weitere Geschichte des Widerstandes gegen die britische Herrschaft waren zwei Entwicklungen folgenreich: Zum einen waren es beim Salzmarsch und danach, insbesondere im Westen Indiens, großteils Frauen, die zivilen Ungehorsam übten, als Mitmarschierende, als Agitatorinnen und Rednerinnen bei Kundgebungen sowie als Organisatorinnen der hartals. Zuvor war es eine Angelegenheit der Männer gewesen, bei solchen Anlässen aufzutreten.
Zum anderen fiel auf, dass es die Hindus waren, die sich beteiligten. Von einzelnen örtlichen Ausnahmen abgesehen, hielten sich die Muslime fern. Dies war ein frühes Anzeichen für die wenige Jahre später offenkundige Spaltung der indischen Nationalbewegung gemäß der religiösen Zugehörigkeit. 